# 莫尼旺大桥
莫尼旺大桥是位於柬埔寨金边一条交通繁忙的桥梁，其跨越了巴薩河，屬於金邊通往柬埔寨東部和越南邊境的柬埔寨國道1號的一部分。此桥为Asian Construction Corporation (ACC)于2008年开始建设，2009年建成通车。